# 藤巻絵里佳
藤巻 絵里佳（ふじまき えりか、1995年9月10日 - ）は、福島県出身の女子競輪選手。日本競輪選手会福島支部所属、ホームバンクは泉崎国際サイクルスタジアム。日本競輪学校（当時。以下、競輪学校）第110期生。師匠は班目秀雄（24期）。

## 経歴
小学校4年から中学校3年まで柔道、それと並行して中学・高校時代には陸上競技をやっていた。父親からガールズケリインの話を聞き、興味を持って競輪選手を志したという。
2014年12月24日、競輪学校第110回適性試験に合格。在校競走成績は2位（32勝）。卒業記念レースは5着。
2016年7月10日、大垣競輪場でデビューし2着。初勝利は同年7月23日の別府競輪場で挙げた。